# Xã Thayer, Quận Oregon, Missouri
Xã Thayer (tiếng Anh: Thayer Township) là một xã thuộc quận Oregon, tiểu bang Missouri, Hoa Kỳ. Năm 2010, dân số của xã này là 3.975 người.